# Буланиха (река, впадает в озеро Уткуль)
Буланиха — река в России, протекает по Алтайскому краю. Устье реки находится у озера Уткуль. Длина реки составляет 38 км, площадь водосборного бассейна 363 км².

## Данные водного реестра
По данным государственного водного реестра России относится к Верхнеобскому бассейновому округу, водохозяйственный участок реки — Обь от слияния рек Бия и Катунь до города Барнаул, без реки Алей, речной подбассейн реки — бассейны притоков (Верхней) Оби до впадения Томи. Речной бассейн реки — (Верхняя) Обь до впадения Иртыша.